# Liên hoan phim Việt Nam lần thứ 20
Liên hoan phim Việt Nam lần thứ 20 là một sự kiện do Bộ Văn hóa, Thể thao và Du lịch Việt Nam phối hợp với Ủy ban nhân dân thành phố Đà Nẵng tổ chức từ ngày 24 tháng 11 đến ngày 28 tháng 11 năm 2017, nhằm tôn vinh những tác phẩm điện ảnh mang đậm bản sắc dân tộc, giàu tính nhân văn và dấu ấn sáng tạo. Liên hoan phim còn tổ chức giải thưởng phim ASEAN nhằm chào mừng kỉ niệm 50 năm thành lập khối ASEAN.
Liên hoan phim Việt Nam lần thứ 20 đánh dấu lần đầu tiên trong lịch sử tổ chức không có phim truyện do các hãng phim nhà nước sản xuất tham gia tranh giải. Đêm khai mạc và bế mạc Liên hoan phim tổ chức tại Nhà hát Trưng Vương, Đà Nẵng.

## Bối cảnh và công tác tổ chức
Tuần phim chào mừng Liên hoan phim diễn ra tại Hà Nội và Thành phố Hồ Chí Minh từ ngày 8 đến ngày 14 tháng 11 năm 2017. 

## Giải thưởng

### Phim truyện
Xem thêm: Danh sách phim điện ảnh được giải Bông Sen qua các năm
| Giải thưởng                  | Phim                               | Đạo diễn                 |
| ---------------------------- | ---------------------------------- | ------------------------ |
| Bông Sen Vàng                | Em chưa 18                         | Lê Thanh Sơn             |
| Bông Sen Bạc                 | Cha cõng con                       | Lương Đình Dũng          |
| Bông Sen Bạc                 | Cô hầu gái                         | Derek Nguyễn             |
| Giải Ban giám khảo           | Cô Ba Sài Gòn                      | Trần Bửu Lộc, Kay Nguyễn |
| Giải Ban giám khảo           | 12 chòm sao: Vẽ đường cho yêu chạy | Vũ Ngọc Phượng           |
| Giải thưởng                  | Đoạt giải                          | Phim                     |
| Đạo diễn xuất sắc            | Vũ Ngọc Đãng                       | Hot Boy Nổi Loạn 2       |
| Biên kịch xuất sắc           | Bùi Kim Quy, Lương Đình Dũng       | Cha cõng con             |
| Nam diễn viên chính xuất sắc | Quý Bình                           | Bao giờ có yêu nhau      |
| Nữ diễn viên chính xuất sắc  | Kaity Nguyễn                       | Em chưa 18               |
| Nam diễn viên phụ xuất sắc   | Nhan Phúc Vinh                     | Đảo của dân ngụ cư       |
| Nữ diễn viên phụ xuất sắc    | Hà Mi                              | Cô gái đến từ hôm qua    |
| Quay phim xuất sắc           | Lý Thái Dũng                       | Đảo của dân ngụ cư       |
| Âm nhạc xuất sắc             | Jerome Leroy                       | Cô hầu gái               |
| Thiết kế âm thanh xuất sắc   | Franck Desmoulins                  | Cô hầu gái               |
| Họa sĩ thiết kế xuất sắc     | Nguyễn Minh Đương, Lê Đức Hiệp     | Cô Ba Sài Gòn            |

### Phim tài liệu
| Giải thưởng                | Phim                   | Đạo diễn                 |
| -------------------------- | ---------------------- | ------------------------ |
| Bông Sen Vàng              | Sống và kể lại         | Nguyễn Hoàng Lâm         |
| Bông Sen Bạc               | Việt Nam thời bao cấp  | Trần Tuấn Hiệp           |
| Bông Sen Bạc               | Ngày về                | Phạm Thanh Hùng          |
| Giải Ban giám khảo         | Bảy "Cồ" - Đồng Tháp   | Phạm Hồng Thắng          |
| Giải Ban giám khảo         | Kể tiếp chuyện hôm qua | Nguyễn Thị Thanh Hương   |
| Giải thưởng                | Đoạt giải              | Phim                     |
| Đạo diễn xuất sắc          | Nguyễn Hoàng Lâm       | Sống và kể lại           |
| Biên kịch xuất sắc         | Đào Thanh Tùng         | Việt Nam thời bao cấp    |
| Quay phim xuất sắc         | Nguyễn Quang Tuấn      | Lộc Nước                 |
| Thiết kế âm thanh xuất sắc | Nguyễn Đình Cảnh       | Xuphanuvông với Việt Nam |

### Phim khoa học
| Giải thưởng                | Phim                                                               | Đạo diễn                            |
| -------------------------- | ------------------------------------------------------------------ | ----------------------------------- |
| Bông Sen Vàng              | Một giải pháp chống xói lở bờ biển                                 | Phùng Ngọc Tú                       |
| Bông Sen Bạc               | Nuôi cấy tinh tử trong điều trị vô tinh nam                        | Phạm Hồng Thắng                     |
| Giải Ban giám khảo         | Thuyền biển Việt Nam                                               | Lê Thị Thanh Bình, Trịnh Quang Bách |
| Giải thưởng                | Đoạt giải                                                          | Phim                                |
| Đạo diễn xuất sắc          | Phùng Ngọc Tú                                                      | Một giải pháp chống xói lở bờ biển  |
| Biên kịch xuất sắc         | Lê Thị Thanh Bình                                                  | Thuyền biển Việt Nam                |
| Quay phim xuất sắc         | Dương Văn Thuân, Nguyễn Tài Việt, Ngô Quý Dương, Nguyễn Xuân Chinh | Khúc biến tấu của côn trùng         |
| Thiết kế âm thanh xuất sắc | Nguyễn Vinh Khoa                                                   | Muốn về nhà                         |

### Phim hoạt hình
| Giải thưởng                    | Phim                              | Đạo diễn                      |
| ------------------------------ | --------------------------------- | ----------------------------- |
| Bông Sen Vàng                  | Cậu bé Ma nơ canh                 | Phạm Hồng Sơn                 |
| Bông Sen Bạc                   | Một lần đào ngũ                   | Trịnh Lâm Tùng                |
| Bông Sen Bạc                   | Sóc nâu đáng yêu                  | Bùi Mạnh Quang                |
| Giải Ban giám khảo             | Truyền thuyết chiếc khăn Piêu     | Trần Khánh Duyên              |
| Giải Ban giám khảo             | Sự tích hoa phượng                | Bùi Mạnh Quang                |
| Giải thưởng                    | Đoạt giải                         | Phim                          |
| Đạo diễn xuất sắc              | Trịnh Lâm Tùng                    | Một lần đào ngũ               |
| Biên kịch xuất sắc             | Hoàng Phương Thảo, Phạm Sông Đông | Cậu bé Ma nơ canh             |
| Họa sĩ tạo hình xuất sắc nhất  | Nguyễn Thị Phương Hoa             | Truyền thuyết chiếc khăn Piêu |
| Họa sĩ diễn xuất xuất sắc nhất | Nhóm họa sỹ của bộ phim           | Sóc nâu đáng yêu              |
| Âm nhạc xuất sắc               | Nguyễn Chí Phong                  | Sóc nâu đáng yêu              |

### Giải thưởng phim ASEAN[1]
- Phim xuất sắc: Chú chim vàng (A Yellow Bird) - đạo diễn K. Rajagopal của Singapore
- Đạo diễn xuất sắc: Wicaksono Wisnu Legowo - phim Turah của Indonesia
- Nam diễn viên chính xuất sắc: Sivakumar Palakrishnan - phim Chú chim vàng
- Nữ diễn viên chính xuất sắc:: Mary Joy Apostol - phim Đạn ghém (Birdshot) của Philippines

### Phim truyện Toàn cảnh
- Phim được yêu thích do khán giả bình chọn: Yêu đi, đừng sợ! -  đạo diễn Stephane Gauger của Việt Nam